# Den afrikanska renässansen
Den afrikanska renässansen är ett monument med en 49 meter hög staty i brons uppförd i Senegals huvudstad Dakar. Resandet av statyn, som kostat mer än 200 miljoner kronor, påbörjades 2006 och invigdes 3 april 2010. 
Monumentet, inspirerat av socialistisk realism och med visuella referenser till bland annat Laokoongruppen, föreställer en muskulös man som stiger upp ur en klippa. I sin vänstra hand håller han ett naket barn som pekar ut mot havet och i sin högra hand en kvinna vars kropp knappt skyls av ett tygstycke. Statyn är placerad på en 100 meter hög kulle. Det är byggt av det nordkoreanska företaget Mansudae Overseas Project Group of Companies (MOP) och ritades av den senegalesiske arkitekten Pierre Goudiaby Atepa. Inuti monumentet finns utställnings- och konferenslokaler och uppe i toppen av skulpturen finns en utsiktsplattform.
Projektet lanserades av Senegals president Abdoulaye Wade som tror att monumentet ska bli en turistattraktion och ser det som en hyllning till Afrikas renässans och segern över intoleransen och rasismen. Projektet har mötts av massiv kritik bland annat vad gäller kostnaderna som ses som ett hån mot den fattiga befolkningen, att monumentet inte har en afrikansk prägel, att kvinnan representeras som underlägsen mannen och att hon i det närmaste är naken. Muslimska ledare i landet menar att statyn är ”ogudaktig” och ”icke-islamsk”. Även presidentens utsaga att han kommer att kräva 35 procent av inträdesinkomsterna eftersom han anser sig äga immaterialrätten till verket, har väckt vrede och kritik.